# Emma de Sigaldi
Emma de Sigaldi, nacida Emma Lackner (Karlsruhe, 22 de diciembre de 1910 - Mónaco, 23 de octubre de 2010) fue una artista de Mónaco.

## Datos biográficos
Lackner recibió su formación artística de los artistas de la Bauhaus y comenzó muy joven una carrera como bailarina con Mary Wigman en Dresde que le dio su formación como bailarina de danza libre. También fue influida por la bailarina rusa Anna Pavlova y se convirtió en primera bailarina en Múnich a los 17 años. Siendo bailarina de danza independiente conoció en Baden Baden al Conde Félix Sigaldi, que se casa con ella.
Sus archivos de danza se conservan en los Deutsches Tanzarchiv de Colonia.
Una película dirigida por Pierre Remy está basada en la biografía de la artista.

## Obras
Comenzó su carrera como escultora en Mónaco, principado en donde pueden verse muchas de sus obras, como " le plongeur" de la piscina o la "Columna de la Vida" en el espacio de los molinos, entre otras. Su carrera se volvió internacional con actuaciones en París, Sao Paulo, Sevilla, Hong Kong, Milán, Roma, Florencia, Chiba y Osaka, Berlín, Praga y San Petersburgo, donde recibió numerosos premios.
Entre las mejores y más conocidas obras de Emma de Sigaldi se incluyen las siguientes:
- " le plongeur - el émbolo" , en la piscina de Mónaco
- "Columna de la Vida" en el espacio de los molinos de Mónaco